# Michael Lepe
Michael Lepe Labraña (Concepción, Chile, 13 de agosto de 1990) es un futbolista chileno. Juega de mediocampista y actualmente juega en Deportes Antofagasta de la Primera División de Chile.

## Clubes
| Club                      | País  | Año       |
| ------------------------- | ----- | --------- |
| Naval de Talcahuano       | Chile | 2005-2007 |
| Unión Temuco              | Chile | 2008      |
| Naval de Talcahuano       | Chile | 2009      |
| Universidad de Concepción | Chile | 2009-2017 |
| Deportes Antofagasta      | Chile | 2018-2021 |

## Palmarés

### Campeonatos nacionales
| Título     | Club                      | País  | Año     |
| ---------- | ------------------------- | ----- | ------- |
| Copa Chile | Universidad de Concepción | Chile | 2014-15 |